# Сходження (техніка)

Ілюстрація, що пояснює термін «Сходження коліс»

Ілюстрація, що пояснює термін «Розходження коліс»

Сходження , кут сходження — один з кутів встановлення коліс автомобіля чи іншого транспортного засобу.
Кут сходження коліс — це кут між площинами обертання лівого та правого колеса. Кут вважається позитивним, якщо площини перетинаються перед автомобілем (колеса сходяться). Якщо площини перетинаються позаду автомобіля- колеса розходяться (розбігаються).
Кут сходження повинен відповідати нормативній технічній документації для конкретної марки автомобіля. Якщо кут сходження більший або менший номінального значення, автомобіль стає погано керованим, а покришки коліс швидше зношуються.
Кут сходження вимірюється та регулюється за допомогою спеціальних технічних засобів — стендів вимірювання кутів встановлення коліс.